# Karl-May-Verfilmungen
Als Karl-May-Verfilmungen werden Filme bezeichnet, die auf Werken des deutschen Schriftstellers Karl May beruhen. Zugleich steht der Ausdruck  stellvertretend für den Western des deutschsprachigen Unterhaltungskinos von 1962 bis 1968. Die Rialto-Film schuf mit der internationalen Koproduktion Der Schatz im Silbersee (1962) eine eigenständige deutsche Spielart dieses Filmgenres, deren Erfolg eine regelrechte Serienproduktion einläutete, die zahlreiche Nachahmer auch im Abenteuerfilm auf den Plan rief. Den Abschluss fand die Serie mit der internationalen Koproduktion Winnetou und Shatterhand im Tal der Toten (1968) der CCC-Filmkunst, die starke Bezüge zum Erstling aufwies.

## Geschichte
Erste Verfilmungen erschienen bereits in den 1920er-Jahren als schwarz-weiße Stummfilme. Der erste Tonfilm war der Schwarzweißfilm Durch die Wüste von 1936, und der erste Farbfilm war 1958 Die Sklavenkarawane.
1962 begann der deutsche Filmproduzent Horst Wendlandt von der Rialto Film, unter der Regie von Harald Reinl, die Produktion des populärsten Romans der grünen Karl-May-Bände filmisch umzusetzen: Der Schatz im Silbersee. Die Filmmusik des deutschen Komponisten Martin Böttcher für diesen Film wurde prägend für die weiteren Karl-May-Verfilmungen. Er komponierte zu insgesamt 10 Karl-May-Filmen die Musik.
Nach dem überwältigenden Erfolg des Kino-Streifens war die Serie unvermeidlich, die in einer regelrechten Karl-May-Filmwelle des deutschen Kinos gipfelte, an der sich dann auch der Produzent Artur Brauner mit seiner Berliner CCC-Film beteiligte. Überwiegend wurden die Filme der 1960er-Jahre mit der damaligen jugoslawischen Filmfirma Jadran-Film in Zagreb co-produziert, und auch die meisten Drehorte wurden in Kroatien (damals Teil Jugoslawiens) gefunden. Nicht nur die dortigen Gebirgslandschaften mit den weißen Kalkfelsen und den kräftig-grünen Wiesen waren charakteristisch für die Serie, auch die eindrucksvollen Seenlandschaften boten ein ideales Terrain zur filmischen Umsetzung. Unter anderem drehte man in dem mittlerweile berühmten Nationalpark Plitvicer Seen, in dem neben Wölfen auch noch wilde Braunbären beheimatet sind. Vielen Zuschauern ist der älteste Nationalpark Kroatiens und des ehemaligen Jugoslawien auch heute noch in erster Linie durch diese Filme bekannt.
Fast alle Romanvorlagen wurden nur in starker Bearbeitung im Film umgesetzt, teilweise wurden sogar nur die Namen von Figuren für einen Film verwendet, ohne konkrete Romanvorlage. So war im Buch Der Schatz im Silbersee eigentlich Old Firehand die Hauptperson, im Film war es Old Shatterhand. Die Filme Old Shatterhand (1964) und Winnetou und sein Freund Old Firehand (1966) basieren nicht auf Romanen oder Erzählungen von Karl May, die Handlung ist vollständig vom Drehbuchautor erfunden. Auch der für das Fernsehen produzierte Zweiteiler Winnetous Rückkehr mit Pierre Brice in der Hauptrolle basiert abgesehen von der Person des Häuptlings nicht auf Werken von Karl May.
Nach dem Auslaufen der Kinoserie wurden auch einige Verfilmungen für das Fernsehen erstellt. Die Fernsehserien/-filme Das Buschgespenst und Kara Ben Nemsi Effendi sind dabei weitaus werkgetreuer umgesetzt worden.
Nach dem großen Erfolg der westdeutschen Karl-May-Filme entstanden in der DDR in den 1960er-Jahren die ebenfalls erfolgreichen DEFA-Indianerfilme, die noch bis in die 1980er-Jahre produziert wurden.
Im Auftrag von RTL produzierte Christian Becker 2015 Winnetou – Der Mythos lebt, eine Verfilmung der Romantrilogie unter der Regie von Philipp Stölzl, die Weihnachten 2016 als dreiteiliger Fernsehfilm ab dem 25. Dezember 2016 ausgestrahlt wurde.

## Drehorte

### Kroatien
- Biograd (Umland Crvena Luka) – auch Hauptquartier
- Nationalpark Plitvicer Seen
- Nationalpark Paklenica
- Nationalpark Krka
- Nationalpark Kornaten (Insel Mana)
- Zrmanja (Obrovac) / Pariževačka Glavica
- Pakoštane (Drage)
- Rijeka (Umland Grobničko polje) / Čavle / Platak
- Starigrad-Paklenica (Umland) / Rovanjska
- Sinj (Umland) / Ruda (Otok)
- Karlobag (Velebit)
- Benkovac (Umland) / Raštević
- Lišane Ostrovičke
- Stobreč / Solin
- Split (Donje Sitno)
- Trogir
- Omiš
- Vrlika (Suho Polje)

### Weitere Drehorte
- Postojna und Ljubljana in Slowenien
- Vrbanje, Ulcinj und Podgorica in Montenegro
- Ivanica in Bosnien-Herzegowina, Vorort von Dubrovnik in Kroatien
- Trebinje (Popovo Polje und Zupci) in Bosnien-Herzegowina
- Peć (Kloster Decani) im Kosovo
- Kravica-Wasserfälle Ljubuški in Bosnien-Herzegowina

## Veröffentlichungen

### Kinofilme
- Auf den Trümmern des Paradieses (1920, Stummfilm), Regie: Josef Stein
- Die Todeskarawane (1920, Stummfilm), Regie: Josef Stein
- Die Teufelsanbeter (1920, Stummfilm), Regie: Ertugrul Moussin-Bey
- Durch die Wüste (1936), Regie: Johannes Alexander Hübler-Kahla
- Die Sklavenkarawane (1958), Regie: Georg Marischka / Ramón Torrado
- Der Löwe von Babylon (1959), Regie: Johannes Kai (= Hanns Wiedmann) / Ramón Torrado
- Der Schatz im Silbersee (1962), Regie: Harald Reinl
- Winnetou 1. Teil (1963), Regie: Harald Reinl
- Old Shatterhand (1964), Regie: Hugo Fregonese
- Der Schut (1964), Regie: Robert Siodmak
- Winnetou 2. Teil (1964), Regie: Harald Reinl
- Unter Geiern (1964), Regie: Alfred Vohrer
- Der Schatz der Azteken (1965), Regie: Robert Siodmak
- Die Pyramide des Sonnengottes (1965), Regie: Robert Siodmak
- Der Ölprinz (1965), Regie: Harald Philipp
- Durchs wilde Kurdistan (1965), Regie: Franz Josef Gottlieb
- Winnetou 3. Teil (1965), Regie: Harald Reinl
- Old Surehand 1. Teil (1965), Regie: Alfred Vohrer
- Im Reiche des silbernen Löwen (1965), Regie: Franz Josef Gottlieb
- Das Vermächtnis des Inka (1965), Regie: Georg Marischka
- Winnetou und das Halbblut Apanatschi (1966), Regie: Harald Philipp
- Winnetou und sein Freund Old Firehand (1966), Regie: Alfred Vohrer
- Winnetou und Shatterhand im Tal der Toten (1968), Regie: Harald Reinl
- Die Spur führt zum Silbersee (1990, Puppenfilm), Regie: Günter Rätz
- Winnetou (Ungarn, 1995) Regie: Csaba Bollok
- WinneToons – Die Legende vom Schatz im Silbersee (2009, Zeichentrick), Regie: Gert Ludewig

### Fernsehserien/-filme
- Mit Karl May im Orient (1963, 7 Folgen)
- Kara Ben Nemsi Effendi (1973/75, 26 Folgen)
- Mein Freund Winnetou (1980, 14 Folgen)
- Das Buschgespenst (1986, 2 Teile)
- Hallo, hier  Karl May (1987, 4 Teile à 25 Minuten)
- Präriejäger in Mexiko (1988, 2 Teile)
- Winnetou (1996, SWR, Zeichentrickserie 10 mal 10 Minuten)
- Winnetous Rückkehr (1. und 2. Teil) (1998)
- WinneToons (2002, KiKa/Das Erste, Zeichentrick, Pilotfilm – 75 Minuten und 26 Folgen je 25 Minuten)
- Winnetou – Der Mythos lebt (2016, 3 Teile)

### Biografische Verfilmungen
- Freispruch für Old Shatterhand (1965, 60 Minuten), mit Friedrich G. Beckhaus als Karl May
- Karl May (1974), Kinofilm von Hans-Jürgen Syberberg, mit Helmut Käutner als Karl May
- Karl May (1992, ZDF, 6 Folgen zu je 52 Minuten), mit Henry Hübchen als erwachsener Karl May

### Sonstiges
- Die Spielzeugindustrie hängte sich an den Publikumserfolg, indem sie die Hauptfiguren diverser Verfilmungen der 1960er Jahre naturgetreu nachbildete, und zwar erkennbar mit den Gesichtszügen der Schauspieler.[1]
- Von drei Karl-May-Filmen wurden 3D-Bilder auf jeweils drei View-Master-Scheiben herausgegeben: von Winnetou 3. Teil, Old Surehand 1. Teil und von Winnetou und das Halbblut Apanatschi. Vom Film Der Ölprinz existieren zwar auch View-Master-Scheiben, diese kamen jedoch nicht in den Handel und sind nur im Karl-May-Museum Radebeul zu besichtigen.
- Der Winnetou-Sketch (Ein siebenminütiger Sketch innerhalb der Rudi Carrell Show aus dem Jahr 1971 mit Lex Barker, Pierre Brice und Marie Versini).
- Ja uff erstmal… – Winnetou unter Comedy-Geiern – Radionacht aus dem Oktober 2000, vom WDR-Fernsehen aufgezeichnet, mehrfach als Wiederholung gesendet, ist auch als Hörspielfassung erhältlich.[2][3]
- Die Legende Winnetou (2001) – Doku ZDF RomanWelten – Ein Film von Jutta Szostak und Joachim Giel.[4]
- Der Schuh des Manitu (2001) – Parodie auf die erfolgreiche Reihe mit Michael Herbig und Christian Tramitz in der Hauptrolle . 11.721.499 Kinozuschauer.
- Die Drehorte in Kroatien – Doppel-DVD (ca. 3 Stunden) mit exakten Beschreibungen, sowie Skizzen der Kamerastandpunkte an den Plitvicer Seen und Trogir von Joachim Giel, 1999, 2002 und 2003.
- Neues vom Wixxer (2007) – Am Ende der Edgar-Wallace-Parodie, als Inspektor Very Long von einem Schuss getroffen wird, parodiert der Film die Sterbeszene aus Winnetou 3. Teil.
- Das Künstlerduo Elsterglanz hat für seine Parodie "Winnetou wird’s richten" eine Szene aus Winnetou und das Halbblut Apanatschi neu synchronisiert.

### Diskografie
- Wilder Westen – Heißer Orient – Karl-May-Filmmusik 1936–1968 (Bear Family Records BCD 16413 HL – 8 CDs mit 192-seitigem Filmbuch mit Filmplakaten zu in- und ausländischen Filmveröffentlichungen)
- Karl May – Filmhits: Original-Aufnahmen mit dem Orchester Martin Böttcher (Karussell 554-404-2 – Polygram): Melodien aus den verschiedenen Winnetou-Filmen.